# الماس (توکانتینس)
الماس (به پرتغالی: Almas) یک منطقهٔ مسکونی در برزیل است که در توکانتینس واقع شده‌است. الماس ۴٬۰۱۳ کیلومتر مربع مساحت و ۶٬۹۷۹ نفر جمعیت دارد.